# Лойола, Нильсон
Нильсон Эваир Лойола Моралес (исп. Nilson Evair Loyola Morales; род. 26 октября 1994, Лима) — перуанский футболист, защитник клуба «Спортинг Кристал» и сборной Перу. Участник чемпионата мира 2018 года.

## Клубная карьера
Лойола — воспитанник клуба «Спортинг Кристал». В 2014 году он подписал свой первый профессиональный контракт с командой «Мельгар». 22 февраля в поединке Кубка Перу против «Спорт Уанкайо» Нельсон дебютировал за основной состав. 3 декабря 2015 года в матче против «Реал Гарсиласо» он дебютировал в перуанской Примере. В том же году Лойола стал чемпионом страны. 18 мая 2016 года в поединке против «Спортинг Кристал» Нильсон забил свой первый гол за «Мельгар».

## Международная карьера
11 ноября 2016 года в отборочном матче чемпионата мира 2018 против сборной Парагвая Лойола дебютировал за сборную Перу.
В 2018 году Лойола принял участие в чемпионате мира 2018 в России. На турнире он был запасным и на поле не вышел.

## Достижения
Командные
«Мельгар»
- Чемпионат Перу по футболу — 2015